# Сіді-Алі-Бен-Аун
Сіді-Алі-Бен-Аун (араб. سيدي علي بن عون) — місто в Тунісі. Входить до складу вілаєту Сіді-Бузід. Станом на 2004 рік тут проживало 7 403 особи.